# آموزش

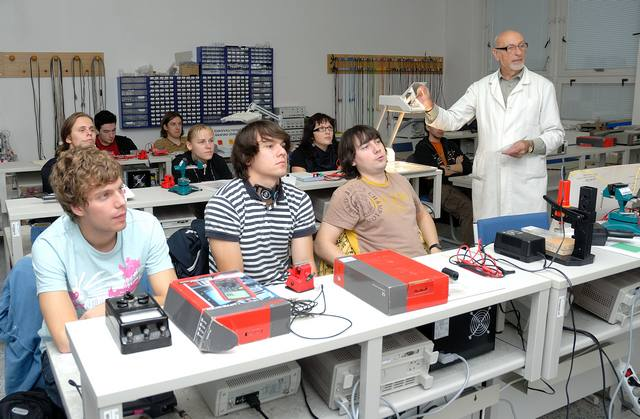
سخنرانی در دانشکده مهندسی پزشکی، دانشگاه فنی چک، در پراگ، جمهوری چک.

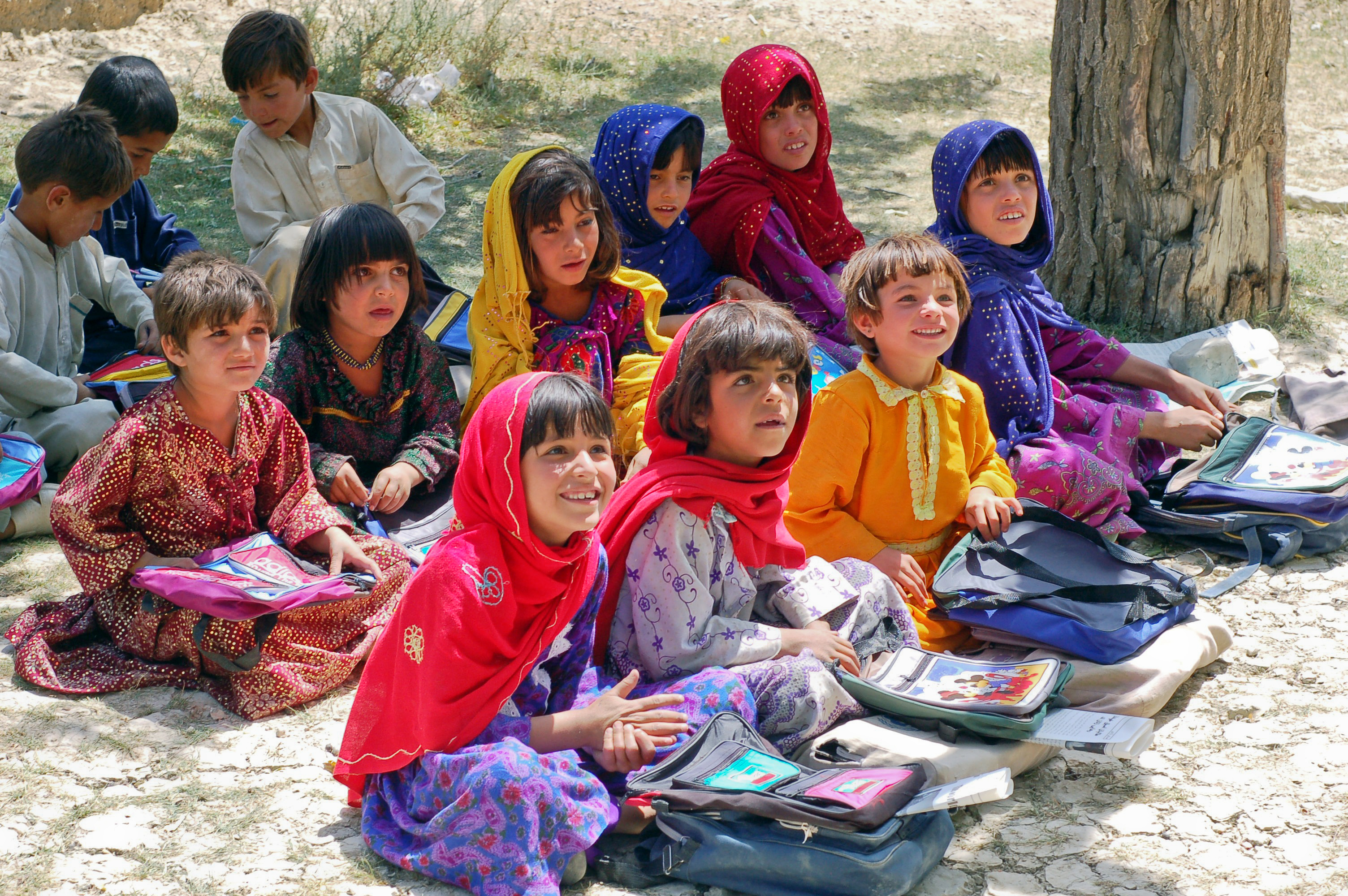
دانش‌آموزان افغان نشسته در قسمت دخترانهٔ دبستانی در نزدیکی گردیز در ولایت پکتیای افغانستان. مدرسه ساختمانی ندارد و کلاسها در فضای باز و زیر سایهٔ درخت تشکیل می‌شود.

آموزِش  (تعلیم، آموزش و پرورش) فرایند تسهیل و ساده سازیِ یادگیری یا کسب دانش، مهارت، ارزش، اخلاق، اعتقادات و عادت‌ها است. روش‌های آموزش شامل تدریس، آموزش عملی، داستان گویی، بحث و پژوهش هدایت شده است. آموزش غالباً تحت راهنمایی مربیان انجام می‌شود؛ اما فراگیران می‌توانند خود را نیز آموزش دهند. آموزش می‌تواند در شرایط رسمی یا غیررسمی انجام و هر تجربه‌ای که تأثیر شکل دهی بر نحوه اندیشه، احساس یا عمل فرد داشته باشد، می‌تواند نوعی آموزش تلقی شود. روش‌شناسی تدریس را تعلیم و تربیت می‌نامند.
آموزش رسمی به‌طور کلی به‌طور رسمی به مراحل زیر تقسیم می‌شود: پیش دبستانی یا مهد کودک، دبستان، دبیرستان و سپس دانشگاه، کالج یا کارآموزی.

## تعریف
- جان دیویی: آموزش تکرار تجربه است، به‌منظور اینکه معنای تجربه گسترش پیدا کند و برای هدایت و کنترل تجربیات بعدی، فرد را بهتر قادر سازد.
- ژان ژاک روسو: آموزش، هنر یا فنی است که به صورت راهنمایی یا حمایت نیروهای طبیعی و استعدادهای فراگیر (محصل) و با رعایت قوانین رشد طبیعی و با همکاری خود او برای زیستن تحقق می‌پذیرد.
- دانشنامه بریتانیکا: از آن‌جایی که کودکان، بی‌سواد، نادان و غیرمطلع از فرهنگ جامعه‌شان به دنیا می‌آیند، برای درک فرهنگشان، به یادگیری مهارت‌ها، یافتن نقش‌شان در اجتماع و رسیدن به اهداف‌شان، به آموزش نیاز دارند.[۱۱]

## فلسفه آموزش

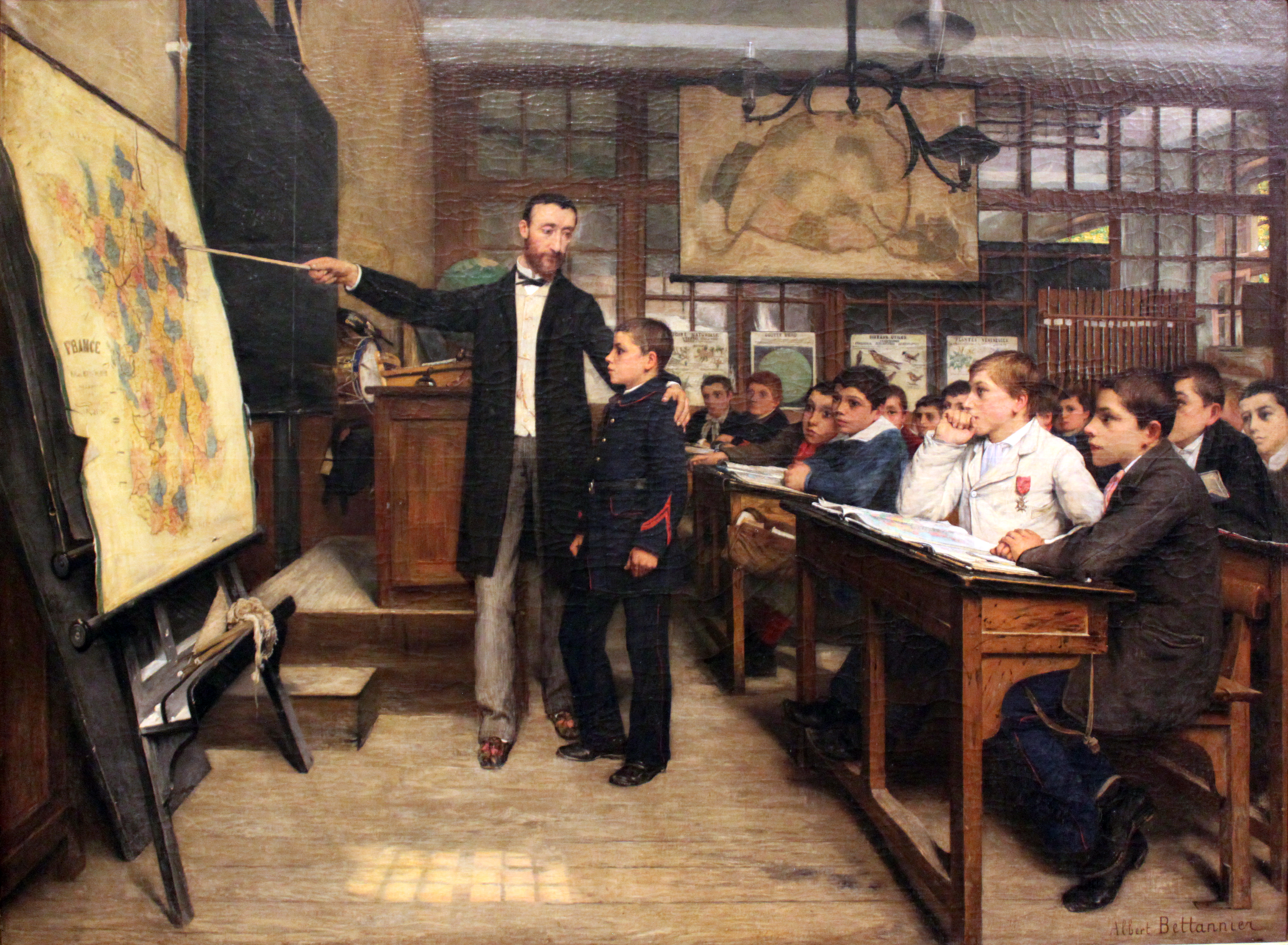
آموزش در قرن ۱۹ در فرانسه

از آن‌جا که آموزش به کودکان این قابلیت را می‌دهد که به صورت مستقل به سوی اهداف مورد نظرشان حرکت کنند و هویت ویژه‌ای در جامعه بیابند، اهمیتی غیرقابل چشم‌پوشی برای فلاسفه دارد. فلسفه آموزش به بررسی ماهیت و اهداف آموزش و ابزارهای آن می‌پردازد و در ارتباط با «نظریه آموزش» است. نظریه آموزش نوعی نظریه عملی بوده که سعی در فراهم آوردن رهنمود و روشن کردن تمامی جنبه‌های گوناگون آموزش (اعم از جنبه‌های تعلیمی، اخلاقی و سیاسی مربوطه) و همچنین ساختار اجتماعی وابسته با آن است. فلسفه آموزش از نیمه دوم سده بیستم میلادی به بعد به صورت یک شاخه مشخص از فلسفه شناخته شده و مورد بررسی قرار گرفت.

## نظریه‌ها
نظریه‌های آموزش وجود چهار چیز را در فرایند آموزش ضروری فرض می‌کنند: ۱- آموزگار ۲- دانش آموز ۳- موضوع درسی ۴- گروه اجتماعی که آموزگار و دانش آموز به آن تعلق داشته و از طریق آن با هم مرتبط می‌شوند. نظریه‌های آموزشی مختلف را می‌توان از طریق پاسخی که به سؤالات زیر می‌دهند از همدیگر تمیز داد: هدف آموزشی یک مدرسه چیست و اینکه از نظر روانی چگونه دانش آموزانش را به انجام کارهایی که هدف را تحقق می‌بخشد راهنمایی می‌کند؟ موضوع درسی چیست، با چه روش‌هایی تعلیم می‌شود، مطالب با چه میزان راحت آموخته می‌شوند و به چه راحتی بعداً فراموش می‌شوند؟ امتحانها، روش‌های درس خواندن و معیارهای مقایسه دانش آموزان با همدیگر چیست؟ مدارس مختلف بحرانهای مختلف دارند. برخوردهای درونی مدرسه مورد نظر چیست؟ ترسهایی که آموزگاران را تحت تأثیر قرار می‌دهد چیست و واکنش آموزگاران به این ترس‌ها چیست؟ دانش آموزان در مدارس مختلف با ترس‌های مختلفی روبرو می‌شوند. تحت چه ترس‌هایی دانش آموزان به تلاش برای یادگیری مشغول هستند و پاسخ آن‌ها به این ترس‌ها چیست؟ با توجه به اینکه تقصیر شکست‌ها را می‌توان بر گردن نظریه خاص آموزشی استفاده شده نهاد، راه حل‌ها نیازمند ایجاد تغییراتی در نظریه آموزشی می‌باشد. انتخاب یک نظریه آموزشی خاص نیازمند آگاهی کافی نسبت به شرایط خاص یک مدرسه بوده و حکم کلی نمی‌توان داد.

## تاریخ آموزش
| ۰٫۹۵۰ و بالاتر ۰٫۹۰۰–۰٫۹۴۹ ۰٫۸۵۰–۰٫۸۹۹ ۰٫۸۰۰–۰٫۸۴۹ | ۰٫۷۵۰–۰٫۷۹۹ ۰٫۷۰۰–۰٫۷۴۹ ۰٫۶۵۰–۰٫۶۹۹ ۰٫۶۰۰–۰٫۶۴۹ | ۰٫۵۵۰–۰٫۵۹۹ ۰٫۵۰۰–۰٫۵۴۹ ۰٫۴۵۰–۰٫۴۹۹ ۰٫۴۰۰–۰٫۴۴۹ | ۰٫۳۵۰–۰٫۳۹۹ زیر ۰٫۳۵۰ نامشخص |

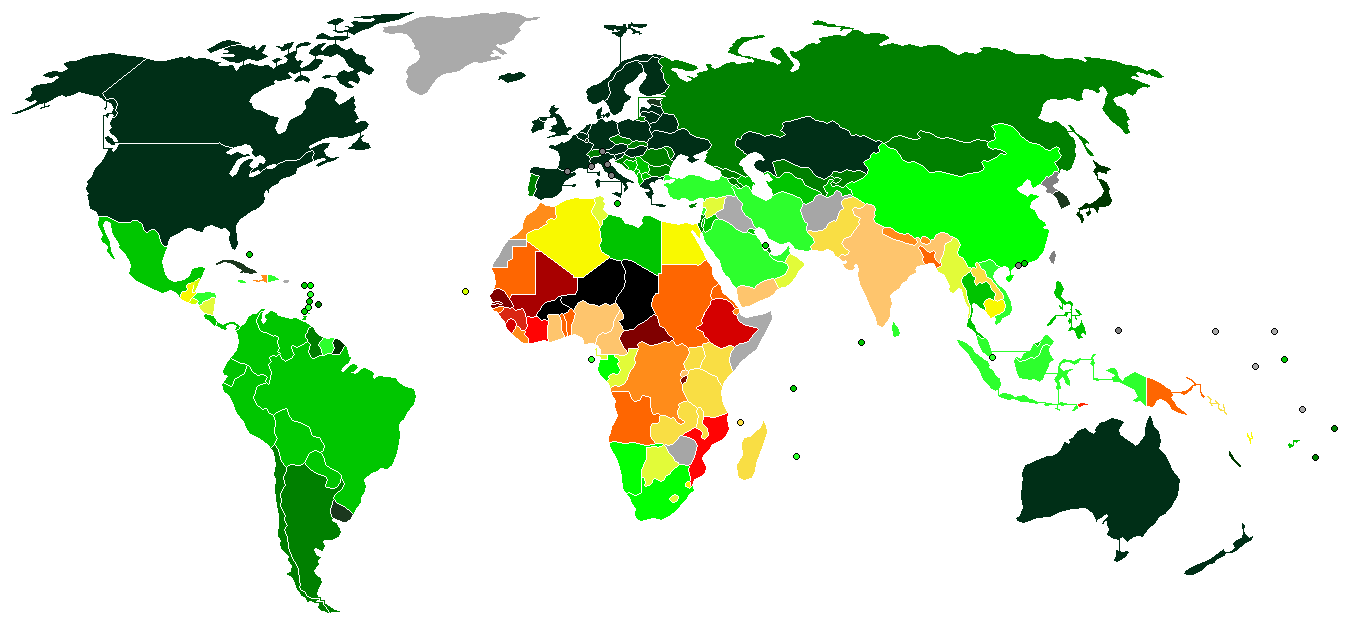
نقشه میزان آموزش در کشورهای جهان در سال ۲۰۰۸-۲۰۰۷ میلادی.

فرایند آموزش، از پیدایش انسان بر زمین آغاز شده و به باور برخی آموزش و پرورش (یا گونه‌ای از آن) از نظر قدمت دومین پیشه انسان‌ها بوده است. هیچ جامعه انسانی‌ای وجود نداشته که اهمیت و مرکزیت آموزش را رد کند. در جوامع بدوی، آموزش رسمی به شکل امروزی آن وجود نداشت. در واقع در تمامی فعالیت‌های روزمره بالغان نقش معلمان را بازی می‌کردند و همه جا کلاس درس بود. انباشتگی دانش در طول زمان باعث شد که یک نفر بالغ نتواند بر تمامی آن مسلط شود. راه حلی که جامعه برای این مشکل پیدا کرد آموزش به نوع رسمی بود: مدارسی تشکیل شد و متخصصینی در آن‌ها به گونه‌ای مفید به انتقال فرهنگ و دانش موجود کمک می‌کردند. با رشد فزاینده جامعه و زیاد شدن پیچیدگی‌های آن، آموزش رسمی به عهده مؤسسات خاصی واگذار شد. به علاوه ماهیت آموزش نیز کم‌کم تغییر کرد: آموزش کمتر و کمتر به زندگی روزمره افراد ارتباط پیدا می‌کرد، انتزاعی‌تر شده و با عملگرایی فاصله می‌گرفت. دانش به صورت خیلی فشرده درآمده و این امر به دانش آموزان این توانایی را می‌داد که از فرهنگی که در آن به دنیا آمده‌اند فراتر رفته و چیزهایی را یاد بگیرند که هرگز نمی‌توانستند توسط تجربه مستقیم یا تقلید از فردی که به بلوغ ذهنی و… رسیده است بیاموزند. فرایند آموزش امروزه یکی از پایه‌های اساسی پیشرفت جامعه‌ها شده است و اهمیت روزافزونی پیدا کرده است و این خود باعث این شده که کتاب‌ها و تحقیقات زیادی در زمینه اهداف، محتوا و نحوه بهینه تدریس انجام شود. در دوران مدرن، شاهد شکوفایی فلسفه آموزش و نظریات تعلیمی هستیم و هر آموزگار با توجه به شرایط دانش آموزان کلاس خود از شیوه‌های مختلف آموزشی استفاده می‌کند.

### آموزش در جوامع قدیم
در جوامع ابتدایی، آموزش محدود به انتقال فرهنگ بود و هدف آن پرورش فرزندان بگونه‌ای بود که بتوانند اعضای خوبی برای گروه یا قبیله‌شان باشند. یک انسان اولیه دنیا را به شکل ثابت و تغییرناپذیر می‌دید. برای او فرهنگ تمام دنیایش را تشکیل می‌داد و این فرهنگ از یک نسل به نسل بعدی تنها مقدار کمی تغییر می‌کرد.
جوامع اولیه تأکید زیادی روی لزوم پیوستن مناسب افراد به بدنه قبیله یا گروهشان داشتند. جوامع اولیه اشکال و تنوع فرهنگی زیادی داشته و بیان قوانین عام حاکم بر تمامی آن‌ها کار سختی می‌باشد؛ ولی به هر حال نکات مشترکی بین فرهنگ‌های اولیه وجود دارد: خردسالان در فعالیت‌های بزرگسالان شرکت می‌کردند. یادگیری توسط مکانیزم‌های تقلید، تلاش برای فهمیدن احساسات و انگیزه‌های افراد بزرگ و تلاش برای شناسایی و تطبیق هویت خود با آن‌ها صورت می‌گرفت.
هنگامی که فردی بالغ می‌شود، روش آموزش او دگرگون می‌شود. او دیگر نمی‌بایست هر لحظه و غیر منظم به تقلید از بالغان بپردازد بلکه باید رفتارش را منظم و استاندارد بکند. در هنگام بلوغ برای جدا شدن از محیط و فضای دوران کودکی، افراد «آیین تشرف» را تجربه می‌کنند. فرد بالغ شده ممکن است به صورت ناگهانی از خانواده‌اش جدا شود و به اردوگاهی به همراه افراد تازه بالغ شده دیگر فرستاده شود. دلیل این جدایی این است که فرد وابستگی‌اش را به خانواده کم کند و از نظر عاطفی و اجتماعی خودش را در محیط وسیع‌تر فرهنگی قبیله‌ای بنا نهد. معلمان در این مراسم تشرف کسانی هستند که شخص نمی‌شناسد، در واقع اقوام شخص در قبیله دیگر که شخص تا حالا ندیده است هستند. آیین تشرف عموماً عملی نیست بلکه در آن ارزش‌های فرهنگی، مذهب قبیله‌ای، افسانه‌ها، فلسفه، تاریخ، مراسم‌ها و آداب و رسوم و اطلاعات دیگر تدریس می‌شود. این مراسم (به ویژه بخش مذهبی آن) از اهمیت زیادی برخوردار و لازمه عضویت در قبیله بوده است.

### آموزش در قدیمی‌ترین تمدن‌ها
تمدن در خاورمیانه، در بین رودهای دجله و فرات و در مصر، حدود ۳۰۰۰ سال قبل از میلاد شروع شد. تمدن عمده بعدی هزار و پانصد سال بعد در شمال چین زاییده شد. انتقال فرهنگ در این جوامع پیچیده «نوشتن» را ضروری کرد. البته در هیچ زمانی در دوران باستان، بیش از ۲۰ تا ۳۰ درصد مردان بالغ و تقریباً ۱۰ درصد کل جمعیت نمی‌توانستند بخوانند و بنویسند.
۷۵۲۳

### آموزش در ایران باستان
در فلات ایران، دست کم از پانزده هزار سال پیش، انسان زندگی می‌کرده است. دربارهٔ چگونگی آموزش و پروش مردمانی که پیش از آریایی‌ها در این سرزمین زندگی می‌کردند آگاهی چندانی در دست نیست.

نزدیک به چهار هزار سال پیش، آریایی‌ها و از آن جمله مادها، پارسی‌ها و پارتی‌ها به سرزمین ایران مهاجرت کردند. مادها در غرب و پارسی‌ها در جنوب و پارتی‌ها در شرق فلات ایران ماندگار شدند و حکومت‌هایی تشکیل دادند.
مادها در حدود هفتصد سال پیش از میلاد در سرزمین‌های غرب ایران چیره شدند و دولت ماد را بنیان گذاشتند. در دورهٔ مادها، کودکان و نوجوانان راه و رسم زندگانی و کار و جنگاوری را در خانه و ایل می‌آموختند. آموزش رسمی مخصوص روحانیان بود. روحانیان، گذشته از خواندن و نوشتن، اصول و مراسم دینی، اخترشناسی و شیوه‌های پیشگویی سرنوشت دیگران را در مراکز دینی فرا می‌گرفتند. مردم دیگر از خواندن و نوشتن بی‌بهره بودند. مادها خطی شبیه خط میخی داشتند.

امپراتوری ایران باستان توسط کوروش کبیر در سال ۵۵۹ قبل از میلاد تأسیس و توسط مسلمانان در سال ۶۳۳ میلادی منقرض شد. از ویژگی‌های عمده تمدن ایران باستان که به ایرانیان احساسات ماجراجویی و ملّی گرایی می‌داد می‌توان تأکید بر توانایی‌های فیزیکی و بدنی، مذهب فعال زرتشتی و اخلاقیات آن و جنگاوری و توسعه‌طلبی را نام برد. در زمان حکومت کوروش و جانشینانش، آموزش تحت تأثیر اخلاقیات زرتشتی و نیازهای نظامی جامعه بود. چهار طبقه اجتماعی نیازهایشان را توسط آموزش برطرف می‌کردند: روحانیون، جنگجوها، کشاورزان و بازرگانان. اخلاقیات زرتشتی آموزش را در جهت پرورش افکار خوب، گفتار خوب و کردار خوب می‌دید. تعلیم و تربیت در این دوران تأکید زیادی روی پیوندهای خانوادگی و احساسات گروهی، پذیرش حکومت پادشاه، تعلیمات مذهبی و آماده‌سازی‌های نظامی داشت.
آموزش در دوران هخامنشی به صورت دولتی انجام نمی‌شد و آموزش‌های اولیه در خانه انجام می‌پذیرفت. فرزندانی که به طبقات بالا متعلق بودند می‌توانستند در سن هفت سالگی به مدارس در دیوان‌ها بروند. در مراحل بالای آموزشی به دانش آموزان قوانین و حقوق، پزشکی، ریاضی، جغرافیا، موسیقی و نجوم آموزش داده می‌شد. مدارس نظامی خاصی هم وجود داشت.
با تسخیر ایران توسط اسکندر، روش‌های آموزشی یونانی جای روش‌های آموزشی در دوران هخامنشی را گرفت. این رویه در دوران حکومت منسوب به پارتها نیز ادامه یافت؛ ولی با به روی کار آمدن سلسله ساسانی در ایران، نحوه آموزش سنتی ایرانی مجدد احیا شده، توسعه و تکمیل شد. اخلاقیات زرتشتی عملکرد مشابهی مانند دوران هخامنشی داشت، با این تفاوت که در دوران ساسانی تأکید بیشتری روی نیروی کار (مخصوصاً کشاورزی)، قداست ازدواج و خانواده و احترام به قانون و نخبه گرایی داشت. آموزش در آن دوران پایگاه‌های قوی اخلاقی، اجتماعی و ملّی داشت. موضوع درسی سیستم آموزشی شامل تمرینات بدنی و رزمی، خواندن خط پهلوی، نوشتن، ریاضی و هنر بود.
بزرگ‌ترین دستاورد آن دوران تأسیس دانشگاه گندی‌شاپور بود که نقش عمده‌ای در توسعه آموزش پیشرفته داشت. در گندی‌شاپور فرهنگ‌ها و علوم ایرانی، هندی، یونانی و رشته‌های علمی مختلف گرد هم آمده بودند. دانشجویانی از سر تا سر دنیا برای تحصیل به گندی‌شاپور می‌آمدند. بعدها گندی‌شاپور نقش مهمی در دستیابی مسلمانان به علوم یونانی و علوم منسوب به روم باستان بازی کرد و از طریق مسلمانان بسیاری از آثار مجدد از عربی به لاتین ترجمه شد.

### آموزش در دنیای اسلام
آموزش در اسلام از ارزش زیادی برخوردار بوده است. با مسلمان شدن مردمان از نژادها و جوامع مختلف، آموزش نقش مهمی در تشکیل یک اجتماع به هم پیوسته و جهانی ایفا کرد. تا اواسط قرن نهم میلادی، تقسیم‌بندی مشخصی از دانش انجام شده بود: علوم به سه دسته تقسیم شده بودند: علوم اسلامی، علوم فلسفی و طبیعی و علوم ادبی هنری. علوم اسلامی به بررسی منابع اسلامی مانند قرآن، احادیث و تفاسیر آن می‌پرداخت. علوم اسلامی از نظر فرهنگی از همه با ارزشتر به حساب می‌آمد؛ فلسفه و علوم طبیعی به اندازه علوم اسلامی مهم دیده می‌شد ولی کم فضیلت تر دیده می‌شد.
سیستم آموزش اسلامی در ابتدا تأکید زیادی روی فنون و امور عملی مانند توسعه سیستم‌های آبیاری، ابداعات کشاورزی، خیاطی، تولید محصولات با آهن و فولاد، محصولات چرمی، تولید کاغذ و باروت، گسترش تجارت زمینی و دریایی و ساختن اشیاء سفالی داشت. به تدریج و از قرن ۱۱ میلادی به بعد، علاقه به علوم مذهبی به صورت عمده‌ای جای علوم دیگر را گرفت. علوم یونانی و فلسفه دیگر تنها به صورت خصوصی و به عده کمی تدریس می‌شد و هنرهای ادبی به شکل عمده‌ای رو به کاهش نهادند. از آزادی فکری داده شده به اندیشمندان و نخبگان کاسته شد. علوم غیر دینی و بررسی‌های پژوهش گرایانه غیر دینی دیگر تحمل نمی‌شدند. این نحوه سیستم آموزشی از ازبکستان امروزی در شرق تا مصر در غرب در طول سال‌های ۱۰۵۰ تا ۱۲۵۰ میلادی گسترش پیدا کرد.

## اقتصاد

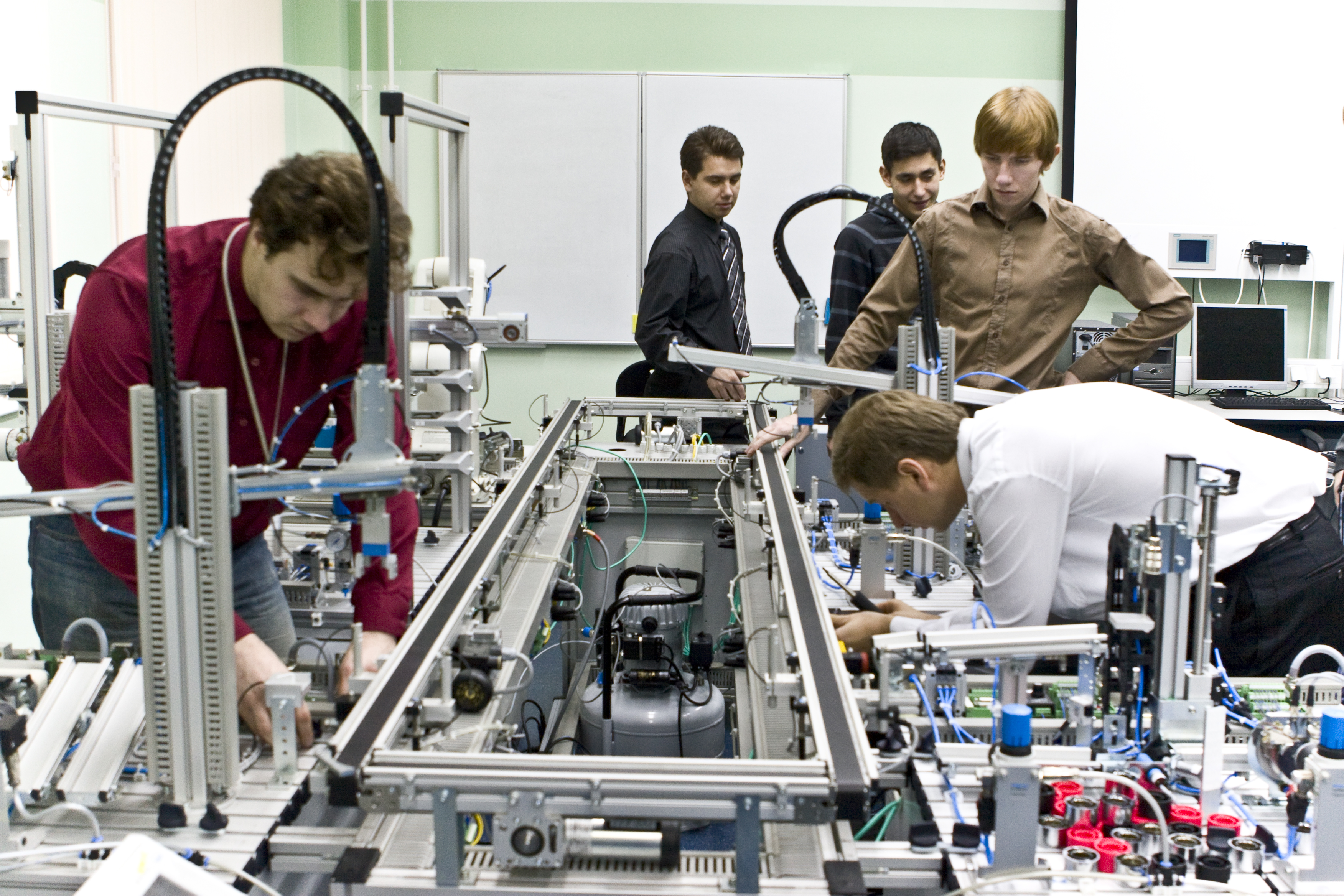
دانش آموزان در داخل یک آزمایشگاه در حال یادگیری و آزمایش هستند.

بحث‌های فراوانی در رابطه با اینکه نرخ بالای آموزش برای کشورها برای دستیابی به سطوح بالایی از رشد اقتصادی ضروری است، وجود دارد. تحلیل‌های تجربی از این پیش‌بینی نظری حمایت می‌کنند که کشورهای فقیر باید سریعتر از کشورهای ثروتمند رشد کنند، زیرا آنها می‌توانند از فناوری‌های پیشرفته‌ای که قبلاً توسط کشورهای ثروتمند آزمایش و امتحان شده‌اند استفاده کنند. با این حال، انتقال فناوری به مدیران و مهندسانی آگاه نیاز دارد، که بتوانند با ماشین‌ها یا روش‌های تولیدی قرض گرفته شده از کشور پیشرو کار کنند، و از طریق تقلید این فاصله را کاهش دهند. به همین دلیل، توانایی یک کشور در یادگیری از کشور پیشرو تابعی از سهم «سرمایه انسانی» آن است. مطالعه اخیر در مورد عوامل تعیین‌کننده رشد اقتصادی کل، بر اهمیت نهادهای اساسی اقتصادی و نقش مهارت‌های شناختی تأکید دارد.

## آموزش نوین

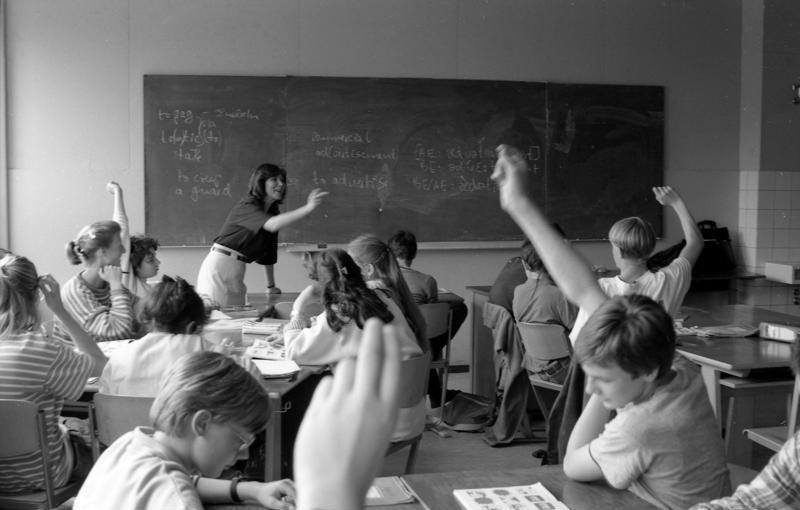
یک کلاس آموزش نوین در سال ۱۹۸۸

در بیش‌تر کشورها، گذراندن دورهٔ مقدماتی برای کودکان پنج و شش ساله و گذراندن دورهٔ متوسطه برای نوجوانان سیزده ساله اجباری است.

### آموزش مدرن در ایران
شروع آموزش به نحوه مدرن در ایران با تأسیس مدرسه دارالفنون در تهران و به همت امیر کبیر رقم خورد. در دارالفنون علوم فنی، علوم طبیعی و همچنین کمی علوم انسانی توسط استادان خارجی و تحت نظارت رضا قلی خان، تدریس می‌شد. تأسیس این مدرسه باعث ترجمه آثار مختلفی از زبان‌های اروپایی به فارسی شد.
رضا شاه مسبب ایجاد تغییرات عمده‌ای در سیستم آموزشی ایران می‌باشد. به عنوان بخشی از برنامه غربی سازی، مدرن‌سازی و تمرکز اداره امور، او مکتب‌خانه‌ها را برچید. مکتب‌ها جاهایی بودند که در آن‌ها به تمامی دانش آموزان در هر سنی که بودند در یک اتاق توسط یک آخوند آموزش داده می‌شد. رضا شاه دستور داد که تمامی افراد جامعه، دختر و پسر، به صورت اجباری به مدارس دولتی بروند و اینکه محتوای کتاب‌های درسی به روز و مدرن شوند. او محلی برای تربیت معلمان ایجاد کرد و همچنین دانشگاه تهران را بنا نهاد. چند سال بعد رضا شاه دستور در اختیار گرفتن و دولتی کردن تمامی مدارس خارجی تبلیغی مسیحی (میسیونر) را داد.
بیشتر مدرسه‌های عالی آن زمان، مانند دارالمعلمین عالی (دانشسرای عالی)، مدرسه حقوق و علوم سیاسی(دانشکدهٔ حقوق) و مدرسه عالی طب (دانشکدهٔ پزشکی) در شمار دانشکده‌های این دانشگاه درآمدند. با تأسیس دانشگاه تهران دانش آموزان توانستند، پس از به پایان رساندن دوره دبیرستان، در رشته‌های ادبیات و فلسفه و علوم تربیتی، پزشکی، حقوق، علوم طبیعی و ریاضی، علوم معقول و منقول و مهندسی به تحصیل بپردازند. بعدها دانشگاه تهران گسترش یافت و دارای دانشکده‌ها و رشته‌های درسی دیگری شد.
آموزش و پرورش در ایران بیشتر متمایل به روش پیاژه می‌باشد ولی در عمل شیوه‌هایی که پیاژه بر آن تأکید کرده است عملی نمی‌شود. آموزش در ایران بیشتر معلم-محتوا محور بوده و کودک در جریان یادگیری بیشتر نقش انبار کنده دارد. در سال‌های اخیر وزارت آموزش و پرورش ایران در پی این بوده است که تغییراتی اساسی در شیوهٔ آموزش کودکان به وجود آورد ولی این تغییرات بیشتر جنبهٔ کمیتی داشته و کمتر به کیفیت آموزش توجه شده است. همچنین دانشگاه فرهنگیان وظیفه تأمین، تربیت و بهسازی معلمان و نیروی انسانی وزارت آموزش و پرورش را در ایران بر عهده دارد.

## آموزش تطبیقی
آموزش تطبیقی را می‌توان عبارت از یک نظام تحقیقی دانست که ما را به‌منظور دستیابی به شناخت جدید در زمینهٔ تئوریک و عملی از طریق مقایسهٔ دو یا چند سیستم تربیتی در کشورها و مناطق گوناگون یا ادوار تاریخی متفاوت یاری می‌دهد. ۰۲
تطبیق می‌تواند بین امور آموزشی در داخل یک نظام یا نسبت به آموزش‌وپرورش دیگر ممالک آن هم در سطح وسیع‌تری صورت گیرد. نکته مهم این است که مقایسه یک امر حساس و ظریفی است. برای بهره‌مندی هر چه بهتر از علم مقایسه در آموزش و پرورش ضرورت دارد تا به مسئله فرهنگ، ملت‌ها، قومیت‌ها، ادیان و مذاهب، شرایط اجتماعی هر کشور جایگاه آن در جامعهٔ جهانی و شرایط جغرافیایی توجه ویژه ای داشت. به دیگر سخن اگر حرکتی در امر آموزش و پرورش در یک کشور مفید و مؤثر واقع شود نمی‌توان تصور کرد که این اقدام عیناً در کشور دیگر نیز سودمند باشد.
چه بسا ممکن است نتیجهٔ معکوس هم بدهد. کارشناسان امور تطبیقی نیز بر این اعتقاد اصرار می‌ورزند که نتایج مثبت ویا منفی از کارکرد آموزش‌وپرورش در یک کشور، هرگز با نتایجی که در کشور دیگر گرفته شده، یکسان نیست. نتیجه آنکه، در امور تطبیقی بایستی از تقلید کورکورانه صرف و بعضاً ساختگی اجتناب ورزید و در مقابل، به گزینش منطقی و عاقلانه از نظام آموزش و پرورش سایر ملل دست یابد.

### اهداف پژوهش‌های تطبیقی در حوزهٔ آموزش
کشف حقایق و مسائل تربیتی کشور خویش ازطریق تحلیل و شناخت مسائل نظام‌های آموزشی سایر کشورها
1. ارزشیابی مبتنی بر واقعیت نگری
2. برنامه‌ریزی
3. گفتمان فرهنگی بر اساس صلح، دوستی و تفاهم و مدارا در بین ملت‌ها
4. شناسایی پیشرفت‌ها و نوآوری‌ها در حوزه آموزش و پرورش دیگر کشورها
5. آگاهی از مسائل آموزش و پرورش در دنیا

## اثرات سیاسی
رهبران سیاسی تأثیر زیادی روی سیستم‌های آموزشی گذاشته‌اند. به‌طور مثال، در شوروی نظام آموزشی تحت نظارت شدید حزب کمونیست اتحاد شوروی قرار گرفت. پس از به قدرت رسیدن جوزف استالین او تأکید ویژه‌ای بر آموزش علوم، ریاضیات و ایدئولوژی کمونیست داشت. هم‌زمان مراکز علمی شوروی تعداد زیادی از شهروندان دیگر کشورها را جذب مراکز آموزشی خود کردند. این نظام آموزشی پس از فروپاشی شوروی اصلاح شد و اختیارات دولت‌های محلی در این امر افزایش پیدا کرد.

در نظام آموزشی ایالات متحده آمریکا در اوایل قرن بیستم تبعیض نژادی علیه افراد سیاه‌پوست وجود داشت که دولت آمریکا با تصویب قوانینی سعی برحذف آن‌ها کرد. همچنین قوانین برای دادن امتیازات بیشتر از سفید پوستان به سیاه پوستان موسوم به تبعیض مثبت، تصویب شد.
همچنین در کشورهایی با حاکمیت دینی، دین بخش اضافه شده‌ای به تمامی درس‌های دانش‌آموزان و دانشجویان است. در جمهوری اسلامی، تاریخ اسلام و مباحث اسلامی از درس‌های اصلی از دبستان تا دانشگاه بوده که در هر رشته و درسی وجود دارد.